# Championnat d'Argentine de football 2018-2019
Navigation
Saison précédente Saison suivante
La saison 2018-2019 du championnat d'Argentine de football est la 90e édition professionnelle de la première division en Argentine. Vingt-six équipes disputent la compétition et tentent de succéder au Club Atlético Boca Juniors le tenant du titre.
Deux clubs sont promus en première division, Aldosivi (Mar del Plata) et San Martín (Tucumán). Ils remplacent les quatre équipes reléguées au terme de la saison précédente : Temperley, Chacarita Juniors, Arsenal et Olimpo (Bahía Blanca). Le championnat passe donc de 28 à 26 équipes. Quatre équipes seront reléguées au terme de cette saison.
Le Racing Club remporte le championnat avec quatre points d'avance sur le deuxième, Defensa y Justicia. Boca Juniors complète le podium. C'est le dix-huitième titre de champion du Racing Club.
Les quatre clubs relégués au terme du championnat sont Belgrano (Córdoba), San Martín (Tucumán), San Martín (San Juan) et Tigre qui perd ainsi le droit de participer à la Copa Sudamericana 2020 pourtant gagnée sur le terrain avec une neuvième place.

## Clubs participants
| \| Buenos Aires La Plata Santa Fe Paraná Mendoza Rosario San Juan Córdoba Mar del Plata Tucumán \| Villes représentées lors de la saison 2018-2019 |
| Buenos Aires La Plata Santa Fe Paraná Mendoza Rosario San Juan Córdoba Mar del Plata Tucumán                                                       |

Légende des couleurs
- Copa Libertadores 2019
- Copa Sudamericana 2019
- Promu de Primera B Nacional

| Club                                            | Classement 2017-2018                | Entraîneur                 | Stade                                     | Capacité théorique |
| ----------------------------------------------- | ----------------------------------- | -------------------------- | ----------------------------------------- | ------------------ |
| Club Atlético Boca Juniors                      | 1er                                 | Guillermo Barros Schelotto | Stade Alberto-Jacinto-Armando             | 49 000             |
| Club Deportivo Godoy Cruz Antonio Tomba         | 2e                                  | Diego Dabove               | Stade Malvinas-Argentinas                 |                    |
| Club Atlético San Lorenzo de Almagro            | 3e                                  | Claudio Biaggio            | Stade Pedro-Bidegain                      |                    |
| Club Atlético Huracán                           | 4e                                  | Gustavo Alfaro             | Stade Tomás-Adolfo-Ducó                   |                    |
| Club Atlético Talleres                          | 5e                                  | Juan Pablo Vojvoda         | Stade Mario-Alberto-Kempes                |                    |
| Club Atlético Independiente                     | 6e                                  | Ariel Holan                | Stade Libertadores de América             |                    |
| Racing Club                                     | 7e                                  | Eduardo Coudet             | Stade Président Perón                     | 51 000             |
| Club Atlético River Plate                       | 8e                                  | Marcelo Gallardo           | Stade Monumental Antonio-Vespucio-Liberti | 61 688             |
| Club Social y Deportivo Defensa y Justicia      | 9e                                  | Sebastián Beccacece        | Stade Norberto-Tomaghello                 |                    |
| Club Atlético Unión                             | 10e                                 | Leonardo Madelón           | Stade 15 de Abril                         |                    |
| Club Atlético Colón                             | 11e                                 | Eduardo Domínguez          | Stade Brigadier General Estanislao López  |                    |
| Asociación Atlética Argentinos Juniors          | 12e                                 | Alfredo Berti              | Stade Diego-Armando-Maradona              |                    |
| Club Atlético Belgrano                          | 13e                                 | Lucas Bernardi             | Stade Julio-César-Villagra                |                    |
| Club Atlético Vélez Sarsfield                   | 14e                                 | Gabriel Heinze             | Stade José-Amalfitani                     |                    |
| Club Atlético Tucumán                           | 15e                                 | Ricardo Zielinski          | Stade Monumental José Fierro              |                    |
| Club Estudiantes de La Plata                    | 16e                                 | Leandro Benítez            | Stade Ciudad de La Plata                  | 53 000             |
| Club Atlético Banfield                          | 17e                                 | Julio César Falcioni       | Stade Florencio-Sola                      |                    |
| Club Atlético San Martín de San Juan            | 18e                                 | Walter Coyette             | Stade Ingeniero Hilario-Sánchez           |                    |
| Club Atlético Patronato de la Juventud Católica | 19e                                 | Juan Pablo Pumpido         | Stade Presbítero Bartolomé-Grella         |                    |
| Club Atlético Rosario Central                   | 20e                                 | Edgardo Bauza              | Stade Gigante de Arroyito                 |                    |
| Club Atlético Lanús                             | 21e                                 | Luis Zubeldía              | Stade Ciudad de Lanús - Néstor Díaz Pérez |                    |
| Club Atlético Newell's Old Boys                 | 22e                                 | Omar De Felippe            | Stade Marcelo-Bielsa                      |                    |
| Club de Gimnasia y Esgrima La Plata             | 23e                                 | Pedro Troglio              | Stade Juan-Carmelo-Zerillo                |                    |
| Club Atlético Tigre                             | 24e                                 | Cristian Ledesma           | Stade José-Dellagiovanna                  |                    |
| Club Atlético Aldosivi                          | 1er (Primera B Nacional)            | Gustavo Álvarez            | Stade José-Maria-Minella                  |                    |
| Club Atlético San Martín de Tucumán             | Vainqueur des barrages de promotion | Rubén Forestello           | Stade La Ciudadela                        |                    |

## Compétition
Chacune des vingt-six équipes joue un match contre tous ses adversaires. 

### Classement
| Rang | Équipe                        | Pts | J  | G  | N  | P  | Bp | Bc | Diff |
| ---- | ----------------------------- | --- | -- | -- | -- | -- | -- | -- | ---- |
| 1    | Racing Club                   | 57  | 25 | 17 | 6  | 2  | 43 | 16 | +27  |
| 2    | Defensa y Justicia            | 53  | 25 | 15 | 8  | 2  | 33 | 18 | +15  |
| 3    | Boca Juniors T                | 51  | 25 | 15 | 5  | 4  | 41 | 17 | +24  |
| 4    | River Plate                   | 45  | 25 | 13 | 6  | 6  | 42 | 21 | +21  |
| 5    | Atlético Tucumán              | 42  | 25 | 12 | 6  | 7  | 36 | 29 | +7   |
| 6    | Vélez Sarsfield               | 40  | 25 | 11 | 7  | 7  | 34 | 25 | +9   |
| 7    | Independiente                 | 38  | 25 | 10 | 8  | 7  | 35 | 28 | +7   |
| 8    | Unión (Santa Fe)              | 36  | 25 | 9  | 9  | 7  | 29 | 24 | +5   |
| 9    | Tigre                         | 36  | 25 | 9  | 9  | 7  | 39 | 42 | -3   |
| 10   | Huracán                       | 35  | 25 | 9  | 8  | 8  | 28 | 28 | 0    |
| 11   | Lanús                         | 34  | 25 | 9  | 7  | 9  | 27 | 32 | -5   |
| 12   | Talleres (Córdoba)            | 33  | 25 | 9  | 6  | 10 | 25 | 24 | +1   |
| 13   | Aldosivi (Mar del Plata) P    | 33  | 25 | 9  | 6  | 10 | 21 | 24 | -3   |
| 14   | Godoy Cruz (Mendoza)          | 32  | 25 | 9  | 5  | 11 | 23 | 30 | -7   |
| 15   | Newell´s Old Boys (Rosario)   | 29  | 25 | 7  | 8  | 10 | 26 | 23 | +3   |
| 16   | Banfield                      | 29  | 25 | 6  | 11 | 8  | 27 | 31 | -4   |
| 17   | Estudiantes de La Plata       | 29  | 25 | 7  | 8  | 10 | 21 | 25 | -4   |
| 18   | Gimnasia y Esgrima (La Plata) | 29  | 25 | 8  | 5  | 12 | 21 | 32 | -11  |
| 19   | Patronato (Paraná)            | 26  | 25 | 7  | 5  | 13 | 29 | 37 | -8   |
| 20   | Rosario Central               | 26  | 25 | 6  | 8  | 11 | 16 | 26 | -10  |
| 21   | San Martín (San Juan)         | 25  | 25 | 6  | 7  | 12 | 24 | 34 | -10  |
| 22   | Belgrano (Córdoba)            | 24  | 25 | 4  | 12 | 9  | 16 | 23 | -7   |
| 23   | San Lorenzo                   | 23  | 25 | 3  | 14 | 8  | 21 | 30 | -9   |
| 24   | Colón (Santa Fe)              | 23  | 25 | 4  | 11 | 10 | 21 | 33 | -12  |
| 25   | San Martín (Tucumán) P        | 23  | 25 | 4  | 11 | 10 | 25 | 38 | -13  |
| 26   | Argentinos Juniors            | 22  | 25 | 5  | 7  | 13 | 15 | 28 | -13  |

| Légende : Qualifications et relégations | Légende : Qualifications et relégations                                                     |
| --------------------------------------- | ------------------------------------------------------------------------------------------- |
|                                         | Qualification pour la phase de groupe de la Copa Libertadores 2020                          |
|                                         | Qualification pour le 2e tour qualificatif de la Copa Libertadores 2020                     |
|                                         | Qualification pour le 1er tour qualificatif de la Copa Libertadores 2020                    |
|                                         | Qualification pour le 1er tour de la Copa Sudamericana 2020                                 |
|                                         | Relégation directe en Primera B Nacional                                                    |
|                                         | T : Tenant du titre C : Vainqueur de la Copa Argentina P : Club promu de Primera B Nacional |

### Relégation
La relégation en Primera B est déterminée par un classement des clubs selon la moyenne de points obtenus lors des quatre dernières saisons. Seuls les points et le nombre de matchs en première division sont comptés, les quatre clubs avec le coefficient le moins élevé sont relégués.
| Clt | Club                          | 2016–17 Pts | 2017–18 Pts | 2018–19 Pts | Total Points | Total Matchs | Moyenne | Relégation                      |
| --- | ----------------------------- | ----------- | ----------- | ----------- | ------------ | ------------ | ------- | ------------------------------- |
| 1   | Boca Juniors                  | 63          | 58          | 51          | 172          | 82           | 2.098   |                                 |
| 2   | Racing Club                   | 55          | 45          | 57          | 157          | 82           | 1.915   |                                 |
| 3   | Defensa y Justicia            | 49          | 44          | 53          | 146          | 82           | 1.78    |                                 |
| 4   | River Plate                   | 56          | 45          | 45          | 146          | 82           | 1.78    |                                 |
| 5   | Independiente                 | 53          | 46          | 38          | 137          | 82           | 1.671   |                                 |
| 6   | Godoy Cruz (Mendoza)          | 43          | 56          | 32          | 131          | 82           | 1.598   |                                 |
| 7   | San Lorenzo                   | 53          | 50          | 23          | 126          | 82           | 1.537   |                                 |
| 8   | Talleres (Córdoba)            | 42          | 46          | 33          | 121          | 82           | 1.476   |                                 |
| 9   | Estudiantes (La Plata)        | 56          | 36          | 29          | 121          | 82           | 1.476   |                                 |
| 10  | Banfield                      | 54          | 35          | 29          | 118          | 82           | 1.439   |                                 |
| 11  | Vélez Sarsfield               | 37          | 38          | 40          | 115          | 82           | 1.402   |                                 |
| 12  | Lanús                         | 50          | 29          | 34          | 113          | 82           | 1.378   |                                 |
| 13  | Colón (Santa Fe)              | 49          | 41          | 23          | 113          | 82           | 1.378   |                                 |
| 14  | Huracán                       | 29          | 48          | 35          | 112          | 82           | 1.366   |                                 |
| 15  | Atlético Tucumán              | 33          | 36          | 42          | 111          | 82           | 1.354   |                                 |
| 16  | Unión (Santa Fe)              | 32          | 43          | 36          | 111          | 82           | 1.354   |                                 |
| 17  | Aldosivi (Mar del Plata)      | —           | —           | 33          | 33           | 25           | 1.32    |                                 |
| 18  | Newell's Old Boys (Rosario)   | 49          | 27          | 29          | 105          | 82           | 1.28    |                                 |
| 19  | Rosario Central               | 44          | 32          | 26          | 102          | 82           | 1.244   |                                 |
| 20  | Argentinos Juniors            | —           | 41          | 22          | 63           | 52           | 1.212   |                                 |
| 21  | Gimnasia y Esgrima (La Plata) | 43          | 27          | 29          | 99           | 82           | 1.207   |                                 |
| 22  | Patronato (Paraná)            | 34          | 33          | 26          | 93           | 82           | 1.134   |                                 |
| 23  | Tigre                         | 31          | 24          | 36          | 91           | 82           | 1.11    | Relégation en deuxième division |
| 24  | San Martín (San Juan)         | 33          | 33          | 25          | 91           | 82           | 1.11    | Relégation en deuxième division |
| 25  | Belgrano (Córdoba)            | 26          | 40          | 24          | 90           | 82           | 1.098   | Relégation en deuxième division |
| 26  | San Martín (Tucumán)          | —           | —           | 23          | 23           | 25           | 0.92    | Relégation en deuxième division |

### Classement des buteurs
| Place              | Joueur                    | Club               | Buts |
| ------------------ | ------------------------- | ------------------ | ---- |
| Médaille d'or      | Lisandro López            | Racing Club        | 17   |
| Médaille d'argent  | Emmanuel Gigliotti        | Independiente      | 12   |
| Médaille de bronze | Federico González         | Tigre              | 11   |
| Médaille de bronze | Luis Rodríguez            | Colon              | 11   |
| 5                  | Matías Nicolás Rojas      | Defensa y Justicia | 9    |
| 6                  | Darío Cvitanich           | Racing Club        | 8    |
| -                  | Nicolás Emanuel Fernández | Defensa y Justicia | 8    |
| 8                  | Santiago Damián García    | Godoy Cruz         | 7    |

## Bilan de la saison
| Championnat d'Argentine de football 2018-2019 |                                                                                 |
| Champion                                      | Racing Club (18e titre)                                                         |
| Coupes et trophées                            |                                                                                 |
| Vainqueur de la Coupe d'Argentine 2018-2019   | River Plate                                                                     |
| Qualifications continentales                  |                                                                                 |
| Copa Libertadores 2020                        | Racing Club Defensa y Justicia Boca Juniors River Plate Tigre Atlético Tucumán  |
| Copa Sudamericana 2020                        | Argentinos Juniors Vélez Sarsfield Independiente Unión (Santa Fe) Huracán Lanús |
| Promotions et relégations                     |                                                                                 |
| Promus en Primera A                           | Arsenal Central Córdoba (Santiago del Estero)                                   |
| Relégués en Primera B Nacional                | San Martín (San Juan) Belgrano (Córdoba) San Martín (Tucumán) Tigre             |